# Bratislav Bošnjak
Bratislav Bošnjak (...) è un ex giocatore di football americano e giocatore di calcio a 5 serbo, che ha giocato nel ruolo di wide receiver.
È stato il primo marcatore della nazionale serba in partite ufficiali.